# Xerocrassa poecilodoma
Xerocrassa poecilodoma is een slakkensoort uit de familie van de Hygromiidae. De soort is endemisch op het eiland Antikythera in Griekenland.
Xerocrassa poecilodoma werd voor het eerst wetenschappelijk beschreven als Helix poecilodoma door O. Boettger (1894).